# Libellus Hormisdae

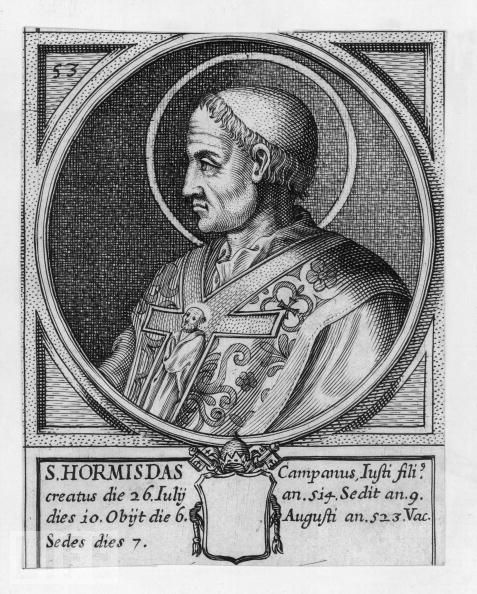
Papa Hormisdas

Libellus Hormisdae ou Formula Hormisdae é uma fórmula doutrinária do papa romano Hormisda, assinada por ele em 515 e destinada a superar o cisma de Acácio, que separou as partes oriental e ocidental do mundo cristão em 484. Após a adoção dessa fórmula em 519 pelo Imperador Justino I e pelo Patriarca João II de Constantinopla, a unidade dos partidários do Concílio de Calcedônia no Ocidente e no Oriente foi restaurada. Tentativas de forçar orientais não calcedonianos a aceitar Libellus levou a uma escalada de tensão nos patriarcados de Antioquia e Alexandria.
A assinatura do Libellus Hormisdae foi apenas o primeiro passo dado por Justino e seu sobrinho Justiniano para restaurar a paz religiosa. Já em 519, ficou claro, em conexão com a questão da "fórmula teopasquista" dos "monges citas", que as relações entre Roma e Constantinopla haviam se tornado difíceis. Segundo Vadim Lurie, a partir do séc. VI e desde o Papa Hormisda começa “uma linha reta até o Grande Cisma de 1054, quando a cristologia (em sua conexão com a triadologia) será a principal questão dogmática controversa), e quando a Igreja de Constantinopla acusa oficialmente Roma de nada mais do que adesão a esses erros cristológicos que foram revelados pelos papas romanos no séc. VI...”.
O texto do libellus é preservado na coleção de documentos papais Collectio Avellana. Sua tese de que a "verdadeira fé" existia continuamente em Roma foi usada na encíclica Satis Cognitum do Papa Leão XIII, publicada em 1896.

## Antecedentes
As atividades do Papa Hormisda, eleito em 514, estavam relacionadas com a superação das consequências do cisma eclesiástico causado pela publicação em 482 do Enoticon do Imperador Zenão. Os primeiros passos do novo pontífice visavam eliminar o “Cisma Simmaquiano (Laurenciano)” que surgiu na Igreja Ocidental como resultado da intervenção de Zenão e Anastácio.
Muito mais problemas foram causados pela interação com correligionários orientais, com os quais a comunhão eclesiástica foi interrompida durante o reinado do Patriarca Acácio. Mesmo durante a vida de Símaco, um grupo de bispos orientais voltou-se para o papa, apelando para sua autoridade contra a crescente influência dos monofisitas. O Papa estabeleceu a condenação de Acácio como condição para tal apoio, mas os orientais não estavam dispostos a concordar com isso. Ao mesmo tempo, em Bizâncio, aproveitando a insatisfação com a política monofisista de Anastácio, o líder militar Vitaliano iniciou uma revolta. Entre as reivindicações dos rebeldes estava o reconhecimento do Concílio de Calcedônia e a restauração da unidade com Roma. Vitaliano reuniu numerosos apoiadores e, aparecendo sob as Muralhas de Constantinopla com um grande exército, derrotou Flávio Hipácio, sobrinho do Imperador, enviado contra ele, pelo que Anastácio foi forçado a entrar em negociações. Uma das condições de Vitaliano era a convocação de um concílio em Heracleia, na Trácia, convidando o papa para participar e instruindo-o a resolver questões polêmicas no Patriarcado de Constantinopla e outras dioceses para superar a divisão. Em 28 de dezembro de 514, Anastácio escreveu uma epístola ao papa, convidando-o para o concílio em 1º de julho do ano seguinte. A mensagem foi então transmitida a Vitaliano, cujos mensageiros levaram a epístola a Roma. Desejando prolongar as negociações e não pretendendo cumprir suas obrigações, Anastácio escreveu outra epístola em 12 de janeiro de 515, na qual, reclamando da intransigência do antecessor do papa, o Imperador pedia mediação ao papa. A segunda epístola chegou a Roma antes da primeira, e em 4 de abril Hormisda respondeu, expressando satisfação pelo desejo de paz e ao mesmo tempo respeito por seus predecessores. Em 14 de maio, a primeira epístola foi entregue e, após negociações e a convocação de um sínodo em Roma, em 8 de julho, o papa anunciou em uma epístola em resposta que havia enviado sua embaixada a Constantinopla. Os embaixadores receberam instruções detalhadas e um libellus, expressando a posição, com base na aceitação da qual o papa considerava possível restaurar a paz.
Ao mesmo tempo, os 200 bispos reunidos em 1º de julho em Heraclea não conseguiram chegar a um acordo.

## Redação e significado
O Libellus de Hormisda, cuja primeira versão foi assinada em 11 de agosto de 515, é um documento breve, mas sucinto. Ao proclamar fidelidade ao Credo de Calcedônia do ponto de vista da Igreja Romana, o Libellus anatematiza, de fato, toda a teologia oriental pós-calcedônia. Estabelece uma sucessão heresiológica de Eutiques e Dióscoro aos sucessivos patriarcas de Constantinopla, Alexandria e Antioquia. O documento determinava não nomear esses hereges do altar durante a Eucaristia e retirar esses nomes dos dípticos da Igreja. Ao mesmo tempo, a redação do libellus permitia que qualquer bispo que não concordasse com as disposições do documento fosse cúmplice dos heresiarcas nomeados.
Por outro lado, citando as palavras do Evangelho de Mateus (16:18) “Tu és Pedro, e sobre esta pedra edificarei a Minha Igreja, e as portas do inferno não prevalecerão contra ela. E eu te darei as chaves do reino dos céus; e o que você ligar na terra será ligado no céu, e o que você desligar na terra será permitido no céu”, Hormisda traçou a linha da Ortodoxia em Roma a partir do apóstolo Pedro. A contradição que o herege Nestório, que ocupava a cátedra do Patriarca de Constantinopla, foi condenado no Concílio de Éfeso por "São Celestino, Papa da Cidade de Roma, e Cirilo, Primaz da Cidade de Alexandria", pretendia enfatizar a instabilidade da Sé de Constantinopla em matéria de fé. Ao mesmo tempo, colocando Cirilo, que desempenhou o papel principal nas atividades do Concílio de Éfeso, depois de Celestino, o papa menosprezou indiretamente o papel do primeiro. A seguinte frase ligando Eutiques, um arquimandrita de Constantinopla, e Dióscoro, que era Patriarca de Alexandria, apesar do fato de que apenas Eutiques foi explicitamente acusado de heresia, não deixa dúvidas de que apenas Roma sempre aderiu à verdadeira fé.
Mais adiante no documento, os patriarcas orientais são anatematizados - o "assassino" alexandrino Timóteo Eluro e Pedro Mongo, o antioquino Pedro Fulão e o constantinopolitano Acácio. Como todos aqueles que estavam em comunhão com eles são condenados com eles, pode-se considerar que o Libellus nega todo o período pós-calcedoniano da história no Oriente. Nisso, Hormisda seguiu o Papa Félix III, que em 484 proibiu os monges ortodoxos em Constantinopla de se comunicarem com a Igreja de Constantinopla até que Pedro Mongo e Acácio fossem oficialmente condenados. O sucessor de Félix, Gelásio I também acreditava que Timóteo Eluro, Pedro Mongo e Pedro Fulão foram condenados pela Sé Apostólica de Roma. A condenação de Acácio, acusado de se comunicar com Mongo, que reconheceu o Enoticon, causou particular irritação entre os sucessores de Acácio, que acreditavam que uma decisão do concílio era necessária para depor o patriarca. A posição de Roma sobre esta questão era que bastava condenar a heresia em geral, o que foi feito pelo Concílio de Calcedônia.
Ao mesmo tempo, nada foi dito no libellus sobre os seguidores não-calcedonianos de Mongo e Eluro, porque a esse respeito a Sé Apostólica de Roma poderia ser responsabilizada pelo episódio de 497, quando os enviados papais receberam em Alexandria uma cópia do Henoticon para ser enviado ao Papa Anastácio II, entrando assim em relações com os hereges. Os nomes dos seguidores de Mong e Elur também não são mencionados - nem o Patriarca Timóteo de Constantinopla, nem o Patriarca Severo de Antioquia, o que pode ser explicado pelo forte desejo de Hormisda de fazer as pazes e falta de vontade de comprometer seu objetivo, inclusive no lista de hierarcas hereges que gozavam do favor do Imperador.
Em conclusão, era necessário o reconhecimento da epístola do Papa Leão I (Epistola XXVIII ad Flavianum), dirigida ao Segundo Concílio de Éfeso em 449, bem como de todas as outras epístolas sobre questões de fé que ele já havia escrito.
O texto da fórmula foi preservado em uma epístola dirigida por Hormisda aos bispos do Reino Visigótico. Nela, Hormisda explicava o que deveriam fazer se algum do clero oriental quisesse ser admitido à comunhão.

### Formula Hormisdae
Segue o texto completo:
A primeira condição para a salvação é a preservação da fé ortodoxa e em nenhum caso [é salvação] afastar-se das doutrinas dos Padres. Pois é impossível que as palavras de nosso Senhor Jesus Cristo, que disse: "Tu és Pedro, e sobre esta pedra edificarei a minha Igreja" [Mt 16:18], não sejam verdadeiras. E sua verdade foi provada pelo curso da história, uma vez que na Sé Apostólica [Roma] a Ortodoxia sempre foi preservada inalterada. Dessa esperança e fé não queremos nos separar e, seguindo a fé dos Padres, anatematizamos todas as heresias e, em particular, o herege Nestório, antigo Patriarca de Constantinopla, que foi anatematizado pelo Concílio de Éfeso, por Hossius Celestine Papa [Bispo de Roma] e por Cirilo Bispo de Alexandria. E nós, portanto, anatematizamos Êutico e Dióscoro de Alexandria, que foram anatematizados pelo santo Concílio de Calcedônia, que seguimos e respeitamos.
Este Concílio, juntamente com o santo Concílio de Nicéia, ensinou a fé apostólica. E nós condenamos o assassino Timóteo Ailurus e Pedro [Mongo] de Alexandria, seu discípulo e seguidor em todas as coisas. Também anatematizamos seu assistente e fiel Acácia de Constantinopla, bispo anátema de Roma, e todos aqueles que permanecem em contato e companhia com ele. Pelo fato de Acácia ter entrado em comunhão e união com eles, ele merece ser condenado da mesma forma que eles. Como também condenamos Pedro de Antioquia com todos os seus discípulos, e com os discípulos de todos os mencionados acima.
Portanto, permanecendo fiéis, como dissemos acima, e seguindo em todas as coisas a Sé Apostólica e pregando todas as suas decisões, ratificamos e aprovamos todas as cartas do Papa São Leão, que ele escreveu a respeito da fé cristã. E espero ser considerado digno de estar com vocês em união com o que a Sé Apostólica de Roma prega e ensina, na qual [a Sé de Roma] se encontra toda a verdadeira e perfeita segurança da fé cristã. Prometo que, de agora em diante, aqueles que estão separados da Igreja Católica, ou seja, aqueles que discordam do ensinamento da Sé Apostólica, não serão mencionados durante os Sacramentos Divinos. Mas se eu violar o menor de meus testemunhos [que assino nesta imprensa], então me declaro cúmplice daqueles que condeno.
Assino meu testemunho com minha própria mão e o entrego a Vossa Excelência, Ormistas, santíssimo Papa da Sé Apostólica de Roma.